# Slivnica (Velka)
Slívnica je levi pritok Velke iz osrednjega dela Ribniško-Lovrenškega podolja. Začne se kot neznaten potok v gozdu na severnih obronkih Pohorja jugozahodno od Ribnice na Pohorju. Sprva teče proti severu, nato zavije na vzhod, malo pred izlivom v Velko pa teče nekaj časa še vzporedno z njo proti severovzhodu. Vanjo se steka nekaj manjših grap, mdr. Rotov graben z desne in Kristanov graben z leve strani.
Velik del porečja je v mehkejših miocenskih kamninah v dnu Ribniško-Lovrenškega podolja (peščenjak in peščeni lapor), zato ima v primerjavi s pohorskimi potoki manjši strmec in vzdolž struge večinoma ozko naplavno ravnico. Struga potoka je v povsem naravnem stanju.
Dolina ob potoku je nenaseljena in večinoma v gozdu, v spodnjem delu poteka ob potoku lokalna cesta do samotnih kmetij v naselju Zgornji Janževski Vrh.